# قاضی‌مرسل (احسانیه)
قاضی‌مرسل (به ترکی استانبولی: Kadımürsel) یک منطقهٔ مسکونی در ترکیه است که در احسانیه واقع شده‌است.